# Primera Federación Femenina
La Primera Federación FutFem es la segunda categoría femenina del sistema de ligas de fútbol de España, inmediatamente inferior a la Primera División. Comenzó a disputarse en la Primera Nacional Femenina de España 2001-2002 bajo la denominación de Primera Nacional de Fútbol Femenino, y está organizada por la Real Federación Española de Fútbol (RFEF).

## Historia

### Denominaciones
Ha contado con las siguientes denominaciones:
- Primera Nacional de Fútbol Femenino (2001-2011)

- Segunda División Femenina (2011-2019)
- Segunda División PRO / Primera División "B" (2019-2022)
- Primera Federación (2022-act.)

En la temporada 2019-20 se crearon dos grupos de dieciséis equipos cada uno, norte y sur, con los mejores clasificados de la temporada anterior más los dos descendidos de la Primera División.
En la temporada 2022-23 pasó a estar compuesta por 16 equipos, doce equipos provenientes de la Segunda División RFEF de Fútbol Femenino y cuatro equipos provenientes de la Primera División RFEF de Fútbol Femenino en la temporada 2021-22.

### Récords
El club que más temporadas ha militado en Segunda División es el Real Sporting, con 21, le siguen el Athletic Club B y el Gijón F. F. con 16 temporadas, el Real Unión de Tenerife, Atlético de Madrid B, Granada C. F., C. F. Pozuelo de Alarcón, Atlético Arousana y Levante U. D. B con 15 temporadas y el SPA Alicante C. F., el Rayo Vallecano B y Polideportivo Casa Social Católica de Ávila con 14 temporadas.

### Antecedentes del fútbol femenino

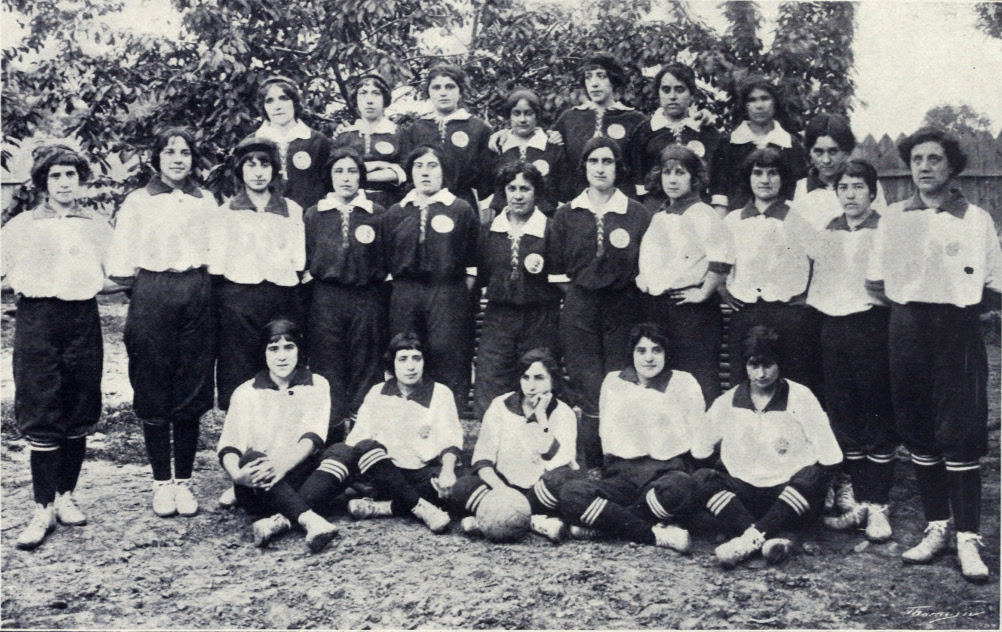
Instantánea del Spanish Girl's Club, primer club femenino español (1914).

Pese a que recientes estudios sitúan el origen del fútbol femenino en España en la primavera de 1914 con el establecimiento del primer club en Barcelona, el Spanish Girl´s Club, es una disciplina relativamente nueva y aún en expansión en el país. Ese equipo se vio abocado a la desaparición debido al poco apoyo y comprensión recibido por parte de aficionados y medios. No en vano, incluso el masculino trataba de sobrevivir en una época que aún trataba de aceptar ese deporte y no calificarlo de rudimentario y peligroso, teniendo un lento pero progresivo desarrollo. No sucedió así con el femenino, que por causa del nulo apoyo de un deporte que no atraía a espectadores ni patrocinadores y despreciado por la prensa, hasta que en el período estival de 1914 —y coincidiendo con estallido de la Primera Guerra Mundial— el Spanish Girl's Club cesó sus actividades.
Durante su corto período de práctica jugó varios partidos entre los dos equipos de su seno teniendo en Paco Bru —futbolista, principal valedor y promotor— y Narciso Masferrer a dos de sus mayores apoyos. Así pues, el 9 de junio de 1914 se disputó el primer partido de fútbol femenino en España del que se tiene constancia. Disputado en el Velódromo Parque de Deportes, el Montserrat y el Giralda —pertenecientes ambos al Spanish Girl's Club y diferenciándose en el color de sus camisas— jugaron en beneficio de la Federación Femenina contra la Tuberculosis finalizando el encuentro por 1-2, no levantando demasiado entusiasmo:

“Esta primera actuación de la mujer en el viril fútbol, no nos satisfizo, no sólo por su poco aspecto sportivo, sino que también porque a las descendientes de la madre Eva les obliga a adoptar tan poco adecuadas como inestéticas posiciones, que eliminan la gracia femenil”.
Crónica del Diario El Mundo Deportivo. 11 de junio de 1914. Barcelona

Hubo de esperar varias décadas para asistir de nuevo a la fundación de equipos femeninos, producidas en los años 1970 y casi en clandestinidad, y no fue hasta noviembre del año 1980 cuando finalmente la Real Federación Española de Fútbol (RFEF) reconoció al fútbol femenino. Hechos y procedimientos cuestionables que sin embargo que no distaban mucho de parecer a nivel internacional, teniendo como ejemplo a la inglesa The Football Association, pionera e inventora del fútbol, que no reconoció a la rama femenina hasta 1969. Dos años después, la UEFA instó a todas sus asociaciones afiliadas a la gestión y fomento del fútbol femenino y que fue consolidándose con el paso de los años.
En España se produjeron los primeros movimientos el 5 de mayo de 1971 cuando se reunieron en el hotel Claridge de Madrid los presidentes de trece clubes, representando a más de cuarenta de diversos puntos de España. El objetivo de la reunión fue la constitución del Consejo Nacional del Fútbol Femenino —primer órgano regulador del fútbol femenino—, que agrupaba a todos los clubes allí representados. El acto, encaminado al reconocimiento y aceptación de la RFEF para su desarrollo, fue reproducido por la prensa:

“En un hotel de Madrid, se celebró ayer una reunión de presidentes de equipos femeninos de fútbol a escala nacional. De resaltes de la misma fue designado el Comité Organizador del Fútbol Femenino que por votación de los representantes de los equipos quedó compuesto de la siguiente manera: presidente, Javier Jiménez (Valencia CF); vicepresidente, Julián Esteban Lillo (Madrid Cultural Femenino); secretario, Miguel Ángel Rubio Roiz (Brujas de Madrid); Tesorero, Manuel Carlón (Sizam de Madrid). Como vocales fueron nombrados, José Mérida (Fuengirola) y Miguel Yuste (Racing de Valencia). A continuación se hizo una total planificación del fútbol femenino nacional que será presentada al Pleno de la Federación Española de Fútbol en el próximo mes de junio. Según palabras del recién nombrado presidente del Consejo organizador, parece ser que los contactos preliminares son optimistas, lo que pudiera suponer que a partir del próximo junio el fútbol femenino quedará integrado en la Federación Española”.
Diario Marca. 6 de mayo de 1971. Madrid

Pese a los buenos augurios, la integración no se produjo hasta casi una década después. Y ya sí, desde ese momento, se organizó rápidamente el primer campeonato femenino de la historia del país, la Copa Reina Sofía de 1981. Tomaron parte dieciséis equipos y fue disputado bajo un sistema de liguilla de cuatro grupos previo a las semifinales, donde finalmente el Karbo Deportivo de La Coruña se proclamó vencedor el 28 de junio frente a la Unión Risco de Las Palmas por 2-1. Sin embargo, careció de oficialidad, y no fue hasta dos años después cuando se regularizó a cargo de la RFEF bajo el nombre de Campeonato de España Femenino.
Al no existir ninguna otra competición femenina oficial a nivel estatal, este torneo era considerado el más importante hasta la creación de la Liga Nacional Femenina, variando la denominación del Campeonato de España por el actual de Copa de la Reina, a imagen y semejanza del Campeonato de España masculino, la Copa del Rey.

### Establecimiento de los primeros campeonatos
La Liga Nacional Femenina fue creada por la Real Federación Española de Fútbol en la temporada 1988-89, ya que el Consejo Nacional del Fútbol Femenino desapareció poco tiempo después de su creación estando carente pues el género de un órgano profesional autónomo, algo que aún sigue sin producirse en la actualidad. Debido a ello, la RFEF estableció el Subcomité de Fútbol Femenino como su ente regulador y teniendo a su principal valedora en María Teresa Andreu.
Pese a las notables pérdidas económicas que suponía para los clubes, fue consolidándose y creciendo por lo que para el final de la octava edición se decidió ampliar el número de clubes inscritos y llevar a cabo la primera gran reestructuración.
A partir de la temporada 1996-97 la primera categoría pasó a denominarse como División de Honor Femenina, repartiendo a los clubes participantes en cuatro grupos según criterios de proximidad geográfica. Tuvo una inscripción histórica de 42 participantes, y el nuevo formato dio un gran impulso a la competición y vio como se aumentó después el número de participantes hasta los 54. Sin embargo, la gran diferencia de nivel entre los diferentes clubes hizo que se hiciese necesaria una nueva reestructuración a semejanza de la anterior Liga Nacional y tal como se disputaba con gran éxito en categoría masculina. Once fue el número decidido de equipos a contender, los mejores del panorama nacional, y se decidió entonces crear una segunda categoría para aglutinar al resto de equipos.

### Creación de la segunda categoría
Esto conllevó a un nuevo cambio de denominación para la edición 2001-02. La Superliga Femenina como primera categoría, en la que el campeón obtuviese la clasificación para la recién creada Copa de la UEFA Femenina —máxima competición europea de clubes femeninos en Europa y actual Liga de Campeones—, y la Primera Nacional Femenina como segunda categoría.
Un nuevo impulso en 2011 por la Real Federación Española y su cambio de denominación a Segunda División Femenina dio paso a la tutela de Liga Nacional de Fútbol Profesional (LaLiga - LNFP). Sin embargo, dicha irrupción de LaLiga en materia de organización, presidida por Javier Tebas, supuso un conflicto con la RFEF a mediados de 2019. La intención de crear una nueva competición paralela con acceso a las competiciones europeas —al ser el ente federativo al que responde la UEFA—, en contraposición a la ya establecida competición, supuso varios contenciosos entre ambos estamentos que amenazaron al fútbol femenino.

### Nuevo formato de la RFEF
Finalmente los clubes voluntariamente se adscribieron a las nuevas competiciones de la RFEF, que pasaron a denominarse como Primera División y Segunda División PRO o Segunda División femenina RFEF. El nuevo formato trajo novedades como la reestructuración de los grupos, pasando de siete a dos, norte y sur, quedando el resto de equipos encuadrados en la nueva Primera Nacional.

## Sistema de competición
Hasta 2019 participaban un total de 112 clubes, distribuidos en siete grupos, según criterios de proximidad geográfica, de catorce equipos cada uno, y uno de ellos, el grupo de Canarias, a su vez se dividía en dos subgrupos de 14 equipos. El torneo se desarrollaba en cada grupo por un sistema de liga, en el que jugaban todos contra todos, a doble partido -uno en campo propio y otro en campo contrario- siguiendo un calendario previamente establecido por sorteo.
La clasificación final se establecía con arreglo a los puntos obtenidos en cada enfrentamiento, a razón de tres por partido ganado, uno por empatado y ninguno en caso de derrota. Si al finalizar el campeonato dos equipos igualaban a puntos, los mecanismos para desempatar la clasificación eran los siguientes:
1. El que tuviese una mayor diferencia entre goles a favor y en contra en los enfrentamientos entre ambos.
2. Si persiste el empate, se tenía en cuenta la diferencia de goles a favor y en contra en todos los encuentros del campeonato.

El club que sumase más puntos al término del campeonato se proclamaba campeón de Segunda División y disputaba la promoción de ascenso a la Primera División con el resto de campeones. De los siete campeones y un mejor segundo, solo dos ascendían finalmente a la máxima categoría, cuyos colistas descendían a Segunda División la siguiente temporada.
En la temporada 2019-20, se cambió el formato, pasando a estar formada por dos grupos, norte y sur, con 16 equipos cada uno. En cuanto a los equipos que se marchen de Segunda, por una parte, el primer clasificado de los grupos norte y sur ascenderá directamente a Primera División, y la tercera plaza de ascenso surgirá de un playoff en el que el segundo de cada grupo se enfrentará al tercero del otro en unas semifinales y el campeón de esa serie jugará una final con el antepenúltimo de la Primera División Femenina. Por otra parte, en cuanto a los descensos, serán para los 4 últimos equipos clasificados, 2 de cada grupo. En cuanto a equipos que se incorporen en la siguiente temporada, los dos últimos clasificados de Primera descenderán, a quienes puede acompañar el antepenúltimo según lo anterior. Así mismo, los campeones de cada uno de los siete grupos de Primera Nacional y el mejor segundo clasificado disputarán una eliminatoria por sorteo puro y los vencedores de las mismas ascenderán.
Desde la temporada 2022, la Primera División Femenina goza de estatus profesional. La Segunda División, renombrada a Primera Federación, es de estatus semiprofesional. Inmediatamente inferior a ella se sitúa la Segunda Federación, y superior a la hasta entonces tercera categoría de Primera Nacional, que pasa a ser la cuarta, y anterior a las categorías regionales.

## Historial

### Grupos territoriales
La segunda categoría femenina estuvo estructurada en sus inicios bajo denominación de Primera Nacional de Fútbol Femenino, y estructura de siete subdivisiones territoriales, a semejanza de las categorías regionales. A partir de la temporada 2011-12 pasó a renombrarse bajo una denominación más reconocible y correlativa en su ámbito, el de Segunda División Femenina.
Nota: Nombres y banderas de los equipos según la época. Resaltados los equipos ascendidos a Primera División.
| Primera Nacional de Fútbol Femenino | Primera Nacional de Fútbol Femenino | Primera Nacional de Fútbol Femenino | Primera Nacional de Fútbol Femenino | Primera Nacional de Fútbol Femenino | Primera Nacional de Fútbol Femenino | Primera Nacional de Fútbol Femenino | Primera Nacional de Fútbol Femenino | Primera Nacional de Fútbol Femenino |
| Temp.                               | Campeón G.1                         | Campeón G.2                         | Campeón G.3                         | Campeón G.4                         | Campeón G.5                         | Campeón G.6                         | Campeón G.6                         | Campeón G.7                         |
| ----------------------------------- | ----------------------------------- | ----------------------------------- | ----------------------------------- | ----------------------------------- | ----------------------------------- | ----------------------------------- | ----------------------------------- | ----------------------------------- |
| 2001-02                             | S. D. Leioa                         | C. D. Amigos del Duero              | F. C. Barcelona                     | Rayo Vallecano                      | Atlético Jiennense                  | C. D. Rayco                         | C. D. Rayco                         | —                                   |
| 2002-03                             | S. D. Lagunak                       | Gijón F. F.                         | F. C. Barcelona                     | Rayo Vallecano                      | Atlético Jiennense                  | C. D. Rayco                         | C. D. Rayco                         | —                                   |
| 2003-04                             | Oiartzun K. E.                      | Gijón F. F.                         | F. C. Barcelona                     | Atlético de Madrid                  | Andalucía                           | C. D. Rayco                         | C. D. Rayco                         | —                                   |
| 2004-05                             | C. D. Transportes Alcaine           | Gijón F. F.                         | U. E. L'Estartit                    | S. P. A. Alicante                   | Peña NS de la Antigua               | C. D. Rayco                         | C. D. Rayco                         | —                                   |
| 2005-06                             | Real Sociedad                       | Atlético Arousana                   | U. E. L'Estartit                    | Atlético de Madrid                  | Sporting de Huelva                  | C. D. Rayco                         | C. D. Rayco                         | —                                   |
| 2006-07                             | Gure Txokoa F. T.                   | S. D. Reocín                        | U. E. L'Estartit                    | DSV Colegio Alemán                  | Atlético Málaga                     | C. D. Rayco                         | C. D. Rayco                         | —                                   |
| 2007-08                             | S. D. Lagunak                       | FVPR El Olivo                       | F. C. Barcelona                     | C. F. Pozuelo                       | Atlético Málaga                     | C. D. Arguineguín                   | C. D. Arguineguín                   | —                                   |
| 2008-09                             | Oiartzun K. E.                      | Oviedo Moderno C. F.                | U. D. Collerense                    | Atlético de Madrid "B"              | Atlético Jiennense                  | U. D. Tacuense                      | U. D. Tacuense                      | —                                   |
| 2009-10                             | Athletic Club "B"                   | S. D. Reocín                        | C. E. Sant Gabriel                  | Fundación Albacete                  | Extremadura F. C. F.                | C. D. Charco del Pino               | C. D. Charco del Pino               | —                                   |
| 2010-11                             | Abanto Club                         | FVPR El Olivo                       | R. C. D. Espanyol "B"               | Rayo Vallecano "B"                  | S. P. C. Llanos Olivenza            | U. D. Tacuense                      | U. D. Tacuense                      | —                                   |
| Segunda División Femenina de España |                                     |                                     |                                     |                                     |                                     |                                     |                                     |                                     |
| 2011-12                             | Oviedo Moderno C. F.                | Athletic Club "B"                   | F. C. Levante Las Planas            | Sevilla F. C.                       | A. D. Torrejón                      | U. D. Tacuense                      | U. D. Tacuense                      | Fundación Albacete                  |
| 2012-13                             | Oviedo Moderno C. F.                | Añorga K. K. E.                     | Girona F. C.                        | Granada C. F.                       | A. D. Torrejón                      | C. D. Achamán                       | C. D. Charco del Pino               | Fundación Albacete                  |
| 2013-14                             | FVPR El Olivo                       | Athletic Club "B"                   | R. C. D. Espanyol "B"               | Santa Teresa C. D.                  | La Solana F. F.                     | C. D. Femarguín                     | U. D. G. Tenerife                   | S. P. A. Alicante                   |
| 2014-15                             | FVPR El Olivo                       | Oiartzun K. E.                      | F. C. Levante Las Planas            | Real Betis                          | Madrid C. F. F.                     | C. D. Femarguín                     | U. D. G. Tenerife                   | S. P. A. Alicante                   |
| 2015-16                             | FVPR El Olivo                       | E. D. F. Logroño                    | F. C. Barcelona "B"                 | Real Betis                          | Atlético de Madrid "B"              | C. D. Femarguín                     | U. D. Tacuense                      | Valencia C. F. "B"                  |
| 2016-17                             | Real Oviedo                         | Athletic Club "B"                   | F. C. Barcelona "B"                 | Sevilla F. C.                       | Madrid C. F. F.                     | C. D. Femarguín                     | U. D. G. Tenerife "B"               | Levante U. D. "B"                   |
| 2017-18                             | Real Oviedo                         | E. D. F. Logroño                    | F. C. Barcelona "B"                 | Málaga C. F.                        | C. D. TACON                         | C. D. Femarguín                     | U. D. Tacuense                      | S. P. A. Alicante                   |
| 2018-19                             | R. C. D. La Coruña                  | C. A. Osasuna                       | Zaragoza C. F. F.                   | Santa Teresa C. D.                  | C. D. TACON                         | C. D. Femarguín                     | U. D. G. Tenerife "B"               | Valencia C. F. "B"                  |

|  | Ascendido a Primera División de España |

### Doble división
Para la temporada 2019-20, nace la Segunda División PRO, especulada con nombrarse Primera División "B" en sus anteproyectos, y para la cual los equipos fueron divididos en dos grupos según su posición geográfica, pasando a ser Grupo Norte y Grupo Sur con 16 equipos cada uno. A partir de la temporada 2020-21 estos dos grupos se dividieron en subgrupos para ampliar la participación a 34 equipos con 17 equipos en cada grupo. Para la temporada 2021-22 es renombrada como Segunda División RFEF, en un paso previo a la reestructuración de la temporada siguiente (2022-23) en todas sus categorías, y en consonancia con las categorías masculinas, perdiendo la histórica denominación para conocerse en adelante como Primera Federación Femenina (Estructura del fútbol femenino).
Nota: Nombres y banderas de los equipos según la época. Resaltados los equipos ascendidos a Primera División.
| Segunda División Femenina de España | Segunda División Femenina de España | Segunda División Femenina de España | Segunda División Femenina de España | Segunda División Femenina de España | Segunda División Femenina de España | Segunda División Femenina de España | Segunda División Femenina de España                                |
| Temp.                               | Campeón                             | Campeón                             | Subcampeón                          | Subcampeón                          | Tercero                             | Tercero                             | Nota(s)                                                            |
|                                     | Grupo Norte                         | Grupo Sur                           | Grupo Norte                         | Grupo Sur                           | Grupo Norte                         | Grupo Sur                           |                                                                    |
| ----------------------------------- | ----------------------------------- | ----------------------------------- | ----------------------------------- | ----------------------------------- | ----------------------------------- | ----------------------------------- | ------------------------------------------------------------------ |
| 2019-20                             | Athletic Club "B"                   | C. D. Santa Teresa                  | S. D. Eibar                         | Granada C. F.                       | F. C. Barcelona "B"                 | Fundación Albacete                  | Redistribución en dos grupos geográficos (pre-profesionalización). |
| 2020-21                             | Deportivo Alavés                    | Villarreal C. F.                    | C. A. Osasuna                       | Fundación Albacete                  | Real Oviedo                         | Granada C. F.                       |                                                                    |
| 2021-22                             | F. C. Levante Las Planas            | Alhama C. F.                        | R. C. D. Espanyol                   | C. P. Cacereño                      | C. A. Osasuna                       | Granada C. F.                       |                                                                    |
| Primera Federación Femenina         |                                     |                                     |                                     |                                     |                                     |                                     |                                                                    |
| Temp.                               | Campeón                             | Campeón                             | Subcampeón                          | Subcampeón                          | Tercero                             | Tercero                             | Nota(s)                                                            |
| 2022-23                             | F. C. Barcelona "B"                 | F. C. Barcelona "B"                 | S. D. Eibar                         | S. D. Eibar                         | R. C. Deportivo de La Coruña        | R. C. Deportivo de La Coruña        | Primer campeonato profesional. Reestructuración a un grupo único.  |
| 2023-24                             | F. C. Barcelona "B"                 | F. C. Barcelona "B"                 | Deportivo Abanca                    | Deportivo Abanca                    | R. C. D. Espanyol                   | R. C. D. Espanyol                   |                                                                    |
| 2024-25                             | Alhama C. F.                        | Alhama C. F.                        | Deportivo Alavés                    | Deportivo Alavés                    | S. E. AEM                           | S. E. AEM                           |                                                                    |

|  | Ascendido a Primera División de España |

## Palmarés
Nota: indicados en negrita los clubes que continúan en activo así como las temporadas en las que también consiguió el ascenso a Primera División.
| Club                             | Títulos | Años                                                                                                 | Ascensos |
| -------------------------------- | ------- | --- | -------- |
| Club Deportivo Rayco             | 6       | 2001-02 (G6), 2002-03 (G6), 2003-04 (G6), 2004-05 (G6), 2005-06 (G6), 2006-07 (G6)                   | –        |
| Club Deportivo Femarguín         | 6       | 2013-14 (G6-GC), 2014-15 (G6-GC), 2015-16 (G6-GC), 2016-17 (G6-GC), 2017-18 (G6-GC), 2018-19 (G6-GC) | –        |
| Peñas Recreativas El Olivo       | 5       | 2007-08 (G2), 2010-11 (G2), 2013-14 (G1), 2014-15 (G1), 2015-16 (G1)                                 | 1        |
| Real Oviedo                      | 5       | 2008-09 (G2), 2011-12 (G1), 2012-13 (G1), 2016-17 (G1), 2018-19 (G1)                                 | 2        |
| Athletic Club "B"                | 5       | 2010-11 (G1), 2011-12 (G2), 2013-14 (G2), 2016-17 (G2), 2019-20 (GN)                                 | –        |
| Fútbol Club Barcelona "B"        | 5       | 2015-16 (G3), 2016-17 (G3), 2017-18 (G3), 2022-23, 2023-24                                           | –        |
| Fútbol Club Barcelona            | 4       | 2001-02 (G3), 2002-03 (G3), 2003-04 (G3), 2007-08 (G3)                                               | 2        |
| Real Unión de Tenerife Tacuense  | 4       | 2008-09 (G6), 2010-11 (G6), 2015-16 (G6-TF), 2017-18 (G6-TF)                                         | 1        |
| Sporting Plaza Argel Alicante    | 4       | 2004-05 (G4), 2013-14 (G7), 2014-15 (G7), 2017-18 (G7)                                               | –        |
| Gijón Fútbol Femenino            | 3       | 2002-03 (G2), 2003-04 (G2), 2004-05 (G2)                                                             | 1        |
| Unió Esportiva L'Estartit        | 3       | 2004-05 (G3), 2005-06 (G3), 2006-07 (G3)                                                             | 1        |
| Atlético Jiennense Fútbol Club   | 3       | 2001-02 (G5), 2002-03 (G5), 2008-09 (G5)                                                             | 1        |
| Fundación Albacete               | 3       | 2009-10 (G4), 2011-12 (G7), 2012-13 (G7)                                                             | 1        |
| Oiartzun Kirol Elkartea          | 3       | 2003-04 (G1), 2008-09 (G1), 2014-15 (G2)                                                             | 1        |
| Málaga Club de Fútbol            | 3       | 2006-07 (G5), 2007-08 (G5), 2017-18 (G4)                                                             | 2        |
| Santa Teresa Club Deportivo      | 3       | 2013-14 (G5), 2018-19 (G5), 2019-20 (GS)                                                             | 2        |
| Futbol Club Levante Las Planas   | 3       | 2011-12 (G3), 2014-15 (G3), 2021-22 (GN)                                                             | 2        |
| Rayo Vallecano de Madrid         | 2       | 2001-02 (G4), 2002-03 (G4)                                                                           | 1        |
| Club Atlético de Madrid          | 2       | 2003-04 (G4), 2005-06 (G4)                                                                           | 1        |
| Sociedad Deportiva Lagunak       | 2       | 2002-03 (G1), 2007-08 (G1)                                                                           | 2        |
| Sociedad Deportiva Reocín        | 2       | 2006-07 (G2), 2009-10 (G2)                                                                           | 1        |
| Agrupación Deportiva Torrejón    | 2       | 2011-12 (G5), 2012-13 (G5)                                                                           | –        |
| C. D. Charco del Pino            | 2       | 2009-10 (G5), 2012-13 (G6-TF)                                                                        | –        |
| Real Club Deportivo Espanyol "B" | 2       | 2010-11 (G3), 2013-14 (G3)                                                                           | –        |
| U. D. Granadilla Tenerife        | 2       | 2013-14 (G6-TF), 2014-15 (G6-TF)                                                                     | 1        |
| Real Betis Balompié              | 2       | 2014-15 (G4), 2015-16 (G4)                                                                           | 1        |
| Club Atlético de Madrid "B"      | 2       | 2008-09 (G4), 2015-16 (G5)                                                                           | –        |
| Sevilla Fútbol Club              | 2       | 2011-12 (G4), 2016-17 (G4)                                                                           | 2        |
| Madrid Club de Fútbol Femenino   | 2       | 2014-15 (G5), 2016-17 (G5)                                                                           | 1        |
| Escuelas de Fútbol Logroño       | 2       | 2015-16 (G2), 2017-18 (G2)                                                                           | 2        |
| Zaragoza Club de Fútbol Femenino | 2       | 2004-05 (G1), 2018-19 (G3)                                                                           | 1        |
| Club Deportivo TACON             | 2       | 2017-18 (G5), 2018-19 (G5)                                                                           | 1        |
| U. D. Granadilla Tenerife "B"    | 2       | 2016-17 (G6-TF), 2018-19 (G6-TF)                                                                     | –        |
| Valencia Club de Fútbol "B"      | 2       | 2015-16 (G7), 2018-19 (G7)                                                                           | –        |
| Alhama Club de Fútbol            | 2       | 2021-22 (GS), 2024-25                                                                                | 2        |
| Sociedad Deportiva Leioa         | 1       | 2001-02 (G1)                                                                                         | –        |
| C. D. Amigos del Duero           | 1       | 2001-02 (G2)                                                                                         | –        |
| Peña NS de la Antigua            | 1       | 2004-05 (G5)                                                                                         | –        |
| Real Sociedad                    | 1       | 2005-06 (G1)                                                                                         | 1        |
| Atlético Arousana                | 1       | 2005-06 (G2)                                                                                         | –        |
| Sporting Club de Huelva          | 1       | 2005-06 (G5)                                                                                         | 1        |
| Gure Txokoa F. T.                | 1       | 2006-07 (G1)                                                                                         | –        |
| D.S.V. Colegio Alemán            | 1       | 2006-07 (G4)                                                                                         | –        |
| Club de Fútbol Pozuelo           | 1       | 2007-08 (G4)                                                                                         | –        |
| Club Deportivo Arguineguín       | 1       | 2007-08 (G6)                                                                                         | –        |
| U. D. Collerense                 | 1       | 2008-09 (G3)                                                                                         | 1        |
| C. E. Sant Gabriel               | 1       | 2009-10 (G3)                                                                                         | 1        |
| Extremadura F. C. F.             | 1       | 2009-10 (G4)                                                                                         | –        |
| Abanto Club                      | 1       | 2010-11 (G1)                                                                                         | –        |
| Rayo Vallecano "B"               | 1       | 2010-11 (G4)                                                                                         | –        |
| S. P. C. Llanos Olivenza         | 1       | 2010-11 (G5)                                                                                         | –        |
| Añorga K. K. E.                  | 1       | 2012-13 (G2)                                                                                         | –        |
| Girona F. C.                     | 1       | 2012-13 (G3)                                                                                         | –        |
| Granada Club de Fútbol           | 1       | 2012-13 (G4)                                                                                         | 1        |
| C. D. Achamán                    | 1       | 2012-13 (G6-GC)                                                                                      | –        |
| La Solana F. F.                  | 1       | 2013-14 (G5)                                                                                         | –        |
| Levante Unión Deportiva "B"      | 1       | 2016-17 (G7)                                                                                         | –        |
| R. C. D. La Coruña               | 1       | 2018-19 (G1)                                                                                         | 1        |
| C. A. Osasuna                    | 1       | 2018-19 (G2)                                                                                         | –        |
| Deportivo Alavés                 | 1       | 2020-21 (GN)                                                                                         | 1        |
| Villarreal C. F.                 | 1       | 2020-21 (GS)                                                                                         | 1        |